# Balatonrendes
Balatonrendes (hongrois : Balatonrendes [ˈbɒlɒtonrɛndɛʃ]) est une localité hongroise située dans le comitat de Veszprém, au bord du lac Balaton.

## Histoire
Le territoire de Balatonrendes est occupé depuis l'Antiquité. Des vestiges de villas romaines ont été découverts sur les pentes du Tepécs-hegy, attestant l'établissement de vétérans de l'armée romaine dans la région, probablement attirés par l'ensoleillement et la fertilité des coteaux. Selon la tradition, l'empereur Probus aurait encouragé la viticulture dans la région, ce qui expliquerait les débuts précoces de la culture de la vigne sur les pentes du Rendesi-hegy.
Après la conquête hongroise au IXe siècle, le site devint un domaine du prince régnant, utilisé pour l'élevage, la pêche, la coupe du roseau et la viticulture. La première mention écrite du nom de Rendes remonte à 1328. Le village se développa au Moyen Âge, mais connut plusieurs épisodes de dépeuplement, notamment à l'époque ottomane. La paix revint avec l'expulsion des Turcs, et la localité retrouva une certaine prospérité : une école y fut fondée dès 1755.
Le cadastre militaire de 1783 fait déjà apparaître le noyau actuel du village avec son réseau routier. En 1851, Balatonrendes comptait 208 habitants, un chiffre qui resta globalement stable jusqu'à l'époque contemporaine. La localité est aujourd'hui la plus petite commune riveraine du Balaton en termes de population.
Initialement rattaché au comitat de Zala, le village fut intégré au comitat de Veszprém lors de la réforme administrative de 1950. En 1913, Balatonrendes absorba le hameau d'Ábrahámhegy, jusque-là dépendant de Salföld. En 1934, la commune fusionnée prit le nom de Balatonrendes. En 1977, elle fut rebaptisée Ábrahámhegy, avant que les deux localités ne redeviennent indépendantes en 1991.
Depuis cette date, Balatonrendes connaît un renouveau, marqué par la valorisation de son patrimoine viticole et architectural, ainsi que par la relance de traditions locales telles que la fête de la Saint-Pierre-et-Paul en juin et les vendanges festives en octobre.

## Population

### Minorités culturelles et religieuses
Selon le recensement de 2011, la population de Balatonrendes comptait 97,5 % de personnes se déclarant hongroises et 5,9 % se disant d'origine allemande, avec 2,5 % de non-réponses. Du fait des identités multiples autorisées, la somme des pourcentages peut dépasser 100 %. Sur le plan religieux, 46,6 % des habitants se déclaraient catholiques romains, 6,8 % réformés, 7,6 % luthériens, 2,5 % gréco-catholiques et 6,8 % sans appartenance religieuse, tandis que 28,8 % n'ont pas souhaité répondre.
En 2022, 91,1 % des habitants se déclaraient hongrois, 4,4 % d'origine allemande, 0,6 % arméniens, et 7,2 % relevaient d'autres nationalités non autochtones (8,3 % n'ont pas répondu). Concernant l'appartenance religieuse, 38,3 % des habitants se déclaraient catholiques romains, 8,3 % réformés, 3,3 % luthériens, 2,8 % gréco-catholiques, 1,1 % autres chrétiens, 12,2 % sans affiliation religieuse, tandis que 33,9 % n'ont pas répondu.

## Personnalités liées à la localité
Parmi les personnalités notables associées à Balatonrendes figure le professeur Gyula László, historien et archéologue de renom, connu pour avoir élaboré la théorie de la double conquête hongroise. Sa mémoire est honorée dans le village par une rue qui porte son nom.
La commune est également liée à l'acteur Sándor Oszter, figure populaire du théâtre et du cinéma hongrois.
Sándor Festetics (1882-1956), noble et homme politique hongrois y est mort